# Bibelschmugglerweg
Der Bibelschmugglerweg bestand zwischen dem 16. und 18. Jahrhundert zur Zeit der Gegenreformation und des Geheimprotestantismus. Er führte von  Passau bis an die slowenische Grenze nach Arnoldstein (Agoritschach). Viehhändler lieferten Vieh aus den Alpentälern nach Deutschland und brachten von dort deutschsprachige Bibeln und evangelische Gesang- und Gebetbücher nach Österreich. Ebenso transportierten weitere Kaufleute, Bergknappen, Bodenseeschiffer, Händler und Fuhrleute die Bücher ins Österreichische.

## Historischer Hintergrund
Die Reformation löste auf katholischer Seite massive Gegenbewegungen aus: So wurden im Gebiet des heutigen Österreich Kaspar Tauber (Wien), Georg Scherer (Radstadt) und Leonhard Kayser (Schärding) wegen ihres protestantischen Glaubens hingerichtet.

Gemäß protestantischer Auffassung ermöglichte Luthers Bibelübersetzung in die deutsche Sprache den Christen ohne die Vermittlung und Auslegung durch Priester einen direkten Zugang zu dieser Heilsbotschaft. Literalität war von daher für jeden Gläubigen die Voraussetzung zur rechten Glaubensausübung. Die katholische Obrigkeit sah daher die Bibel in der Hand des „gemeinen Mannes“ als Gefahr an. Fortan „machte die Bibellektüre oft des Protestantismus verdächtig“. Der Besitz der Lutherbibel oder evangelischer Gebetbücher war in den katholisch-habsburgischen Ländern mit drastischen Strafen belegt; Hintergrund war das im Augsburger Reichs- und Religionsfrieden von 1555 formulierte Prinzip „Cuius regio, eius religio“. Wer also nicht ausreisen wollte oder konnte („ius emigrandi“) und weiterhin Anhänger der Reformation bleiben wollte, musste seinen Glauben im Geheimen ausüben („Kryptoprotestantismus“). Mangels evangelischer Pfarrer oder Priester mussten evangelische Laien selbst die Glaubensvermittlung (Hausandachten, Verlesen von Predigten) wahrnehmen, waren also auf evangelische Bücher angewiesen. Die Uracher Bibelanstalt in Württemberg druckte von 1561 bis 1565 mehr als 30.000 Bibeln. Alle gelangten auf geheimen Wegen zu ihren Lesern.

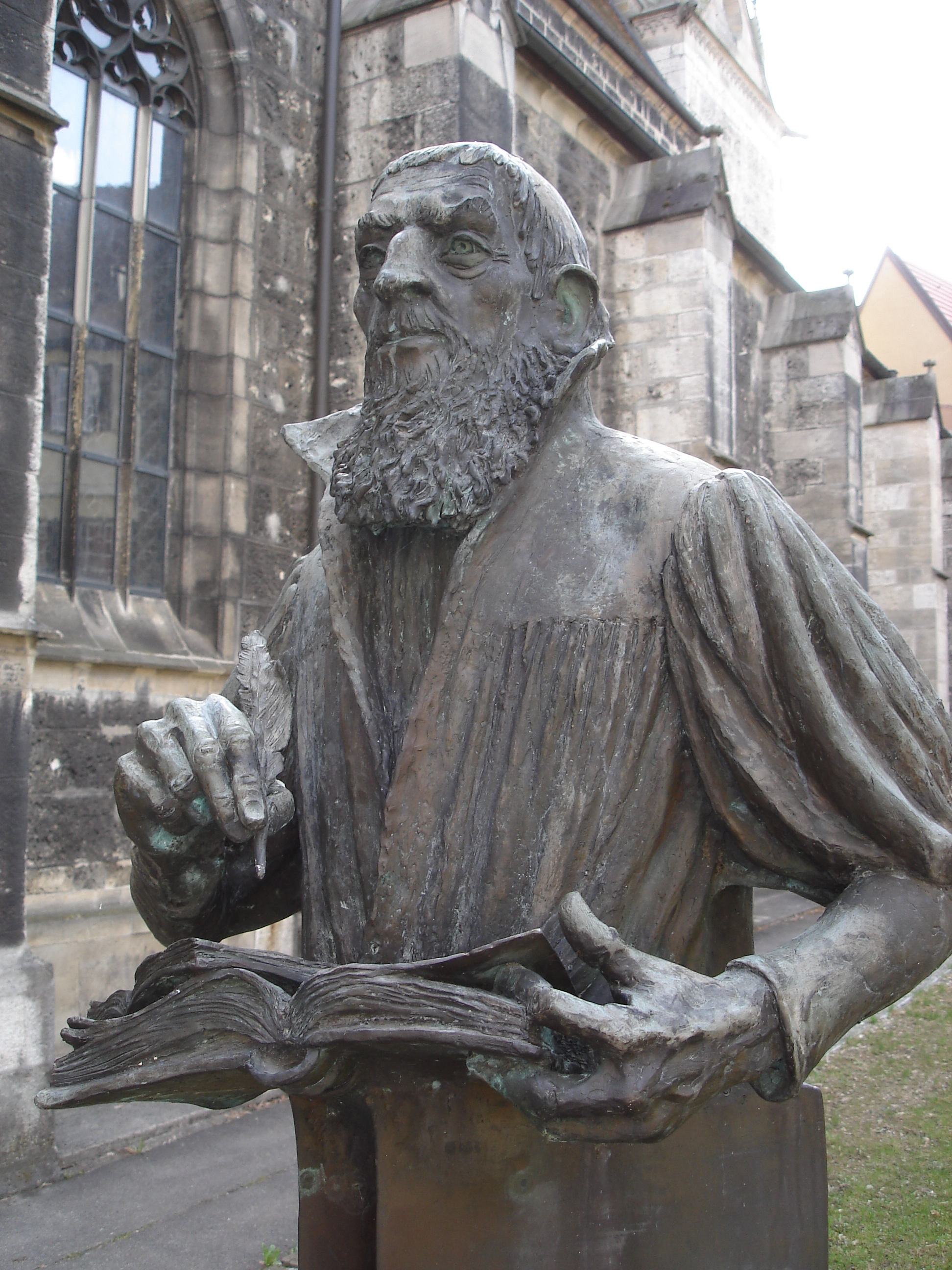
Denkmal eines Übersetzers der Schmuggelbibeln Primož Trubar im Uracher Stift, die Stiftskirche St. Amandus im Hintergrund.

Die Obrigkeit reagierte mit Zwangsmaßnahmen, Hausdurchsuchungen, der Konfiszierung verdächtiger Bücher oder der Forderung nach Gutheißung jeden Buches religiösen Inhalts durch den katholischen Ortspfarrer. Um Verfolgungen der Obrigkeit zu entgehen, mussten die Protestanten ihrerseits Techniken der Täuschung  einsetzen: Die Bücher wurden innerhalb oder außerhalb des Hauses versteckt, die Titelseite der Bücher wurde herausgerissen, um deren Identifikation zu erschweren, oder es wurden einige Bücher abgegeben, um den Großteil im Haus behalten zu können.
Ein Ende der Verfolgung und Benachteiligung der Protestanten in Österreich erfolgte mit dem Toleranzpatent Josephs II. von 1781 und endgültig erst mit dem Protestantenpatent von 1861 durch Kaiser Franz Josef.

## Bibelschmugglerweg heute
Heute sind die Orte mit einem protestantischen Bezug auf dem Bibelschmugglerweg von Oberösterreich bis nach Kärnten und weiter nach Slowenien gut dokumentiert. Als Weg des Buches stellt der Bibelschmugglerweg einen protestantischen Pilgerweg dar. Zudem werden touristisch organisierte Wander- und Fahrradreisen mit kulturgeschichtlichem oder spirituellem Hintergrund für Teile des Weges oder den ganzen Weg durch Österreich angeboten. In Zeiten abnehmender Gläubigkeit tun sich die beiden großen christlichen Konfessionen auch zu sog. „ökumenischen Bergwanderungen“ zusammen, die den Stationen des alten Bibelschmugglerweges folgen.
Im württembergischen Urach erinnert  ein Denkmal an die Bibelübersetzung, Druck und den Schmuggel.